# Microgale parvula
Microgale parvula is een zoogdier uit de familie van de tenreks (Tenrecidae). De wetenschappelijke naam van de soort werd voor het eerst geldig gepubliceerd door Guillaume Grandidier in 1934.

## Voorkomen
De soort komt voor in het oosten Madagaskar.